# Zarebów
Zarębów [pronunciación en polaco: /zaˈrɛmbuf/] es un pueblo ubicado en el distrito administrativo de Gmina Żychlin, dentro del condado de Kutno, Voivodato de Łódź, en el centro de Polonia. Se encuentra a unos 6 kilómetros al este de Żychlin, a 23 kilómetros al este de Kutno, y a 55 kilómetros al norte de la capital regional Łódź.